# Gyrophaena ainuorum
Gyrophaena ainuorum – gatunek chrząszcza z rodziny kusakowatych i podrodziny rydzenic.

## Taksonomia
Gatunek ten opisany został po raz pierwszy w 2024 roku przez Ilję Jenuszczenkę na łamach „Zootaxa” w publikacji współautorstwa Kiriłła Makarowa i Aleksieja Szawrina. Jako lokalizację typową wskazano wyspę Kunaszyr w archipelagu Kurylów. Epitet gatunkowy odnosi się do Ajnów, rodzimego ludu Kurylów.

## Morfologia
Chrząszcz o wydłużonym ciele długości od 1,75 do 2 mm. Głowa jest ciemnobrązowa z żółtobrązowym aparatem gębowym, półtorakrotnie szersza niż dłuższa, o niewyraźnie mikrorzeźbionej, matowo połyskującej, opatrzonej kilkoma słabymi punktami bocznymi powierzchni. Czułki są do członu szóstego żółte, a od siódmego rudobrązowe. Rudobrązowe przedplecze jest 1,4 raza szersze niż dłuższe, nieco szersze od głowy, przeciętnie wypukłe, tak jak głowa mikrorzeźbnione, z dwoma szeregami dużych i głębokich punktów pośrodku oraz nielicznymi, bezładnie rozrzuconymi punktami drobnymi, przy czym brak jest punktów przy tylnej krawędzi. Pokrywy są żółtobrązowe, 1,4 raza dłuższe od przedplecza i wyraźnie od niego szersze, na przedzie i w tyle opatrzone kilkoma małymi guzkami, pokryte drobnymi, zagęszczonymi i pogrubionymi w okolicy tarczki punktami. Kolor odnóży jest żółtobrązowy. Odwłok jest żółtobrązowy z rudobrązowymi do ciemnobrązowych tergitami piątym i szóstym, matowo połyskujący. U samca siódmy tergit ma trójkątny, spłaszczony guzek pośrodku, a tylny brzeg ósmego tergitu jest pośrodku szeroko wklęsły, a po bokach wydłużony w parę długich, silnych, zakrzywionych u szczytu zębów. Ósmy sternit samca ma tylny brzeg lekko wklęsły. Edeagus ma część nasadową poprzeczną, wyraźnie od płata środkowego krótszą, wyrostek grzbietowy rozwidlony, wyrostek brzuszny opatrzony długim, nitkowatym, spiralnie skręconym flagellum, a płytkę brzuszną ku szczytowi znacznie rozszerzoną, o długiej części przedwierzchołkowej i wąskim, prawie spiczastym, dobrzusznie zwróconym wierzchołku.

## Ekologia i występowanie
Gatunek palearktyczny, endemiczny dla Dalekiego Wschodu Rosji, znany tylko z dwóch stanowisk na Kunaszyrze.